# Eichelberg (Fränkische Alb)
Der Eichelberg ist ein 615,5 m ü. NHN hoher, bewaldeter Berg der Weißenburger Alb, einem Teil des Mittelgebirges Fränkische Alb, im mittelfränkischen Landkreis Weißenburg-Gunzenhausen (Bayern).

## Geographie

### Lage
Der Eichelberg erhebt sich im Naturpark Altmühltal inmitten des Weißenburger Stadtwaldes. Sein Gipfel liegt 4,2 km südöstlich der Weißenburger Altstadt und 2,2 km südwestlich von dessen Gemeindeteil Oberhochstatt. Zwischen beiden Ortschaften führt nördlich die Staatsstraße 2228 vorbei. Auf der Westflanke befindet sich die Alte Bürg, und im Südwesten bis Süden liegt im Übergangsbereich zum Steinberg ein Steinbruch, in dem Treuchtlinger Marmor abgebaut wird. Auf dem Eichelberg breiten sich Teile des Landschaftsschutzgebiets Schutzzone im Naturpark Altmühltal (CDDA-Nr. 396115; 1995 ausgewiesen; 1632,9606 km² groß) aus.
Nördlich erhebt sich der Laubbichel, nordwestlich der Wülzburger Berg mit der Festung Wülzburg, südsüdwestlich der Steinberg, südsüdöstlich die Steinplatte.

### Naturräumliche Zuordnung
Der Eichelberg gehört in der naturräumlichen Haupteinheitengruppe Fränkische Alb (Nr. 08), in der Haupteinheit Südliche Frankenalb (082) und in der Untereinheit Altmühlalb (082.2) zum Naturraum Weißenburger Alb (082.26).